# La siesta (Bourdelle)
La siesta es una escultura realizada por el escultor Émile-Antoine Bourdelle, alumno de Auguste Rodin, que se vio influenciado por su obras y su trayectoria. Fue elaborada en 1894, mientras su maestro se encontraba en un viaje en Suiza.
Primero fue esculpido en terracota y después se realizó el vaciado en bronce con pátina negra y verde.

## Descripción de la obra
En esta pieza se observa el paso de lo romántico a lo vanguardista al buscar un simbolismo de la figura, pues la imagen de un anciano sentado sobre un sillón, con sus extremidades abiertas, donde muestra una pose de descanso, no significa lo evidente a la vista, sino que este guarda una serie de mensajes.
Para esta pieza y para poder plasmar esta idea de lo simbólico, Bourdelle dejó la superficie en apariencia inacabada, desde el sillón hasta la propia figura del hombre, incluyendo los detalles del rostro. Al observarla, se puede apreciar la simplicidad y la naturalidad de las acciones de la vida cotidiana, contrario a las obras que retratan a héroes históricos, lo cual era común en la época, lo cual evoca el trabajo realizado por Honoré Daumier con los viajeros de tren.